# Терещенко, Вячеслав Владимирович
Вячеслав Владимирович Терещенко (укр. В'ячеслав Володимирович Терещенко; род. 16 января 1977, Одесса) — украинский футболист, выступавший на позиции нападающего.

## Клубная карьера
В 1994 году подписал первый взрослый контракт с «Черноморцем», но за главную команду «моряков» так и не смог дебютировать. Зато выступал в составе одесского фарм-клуба второй лиги «Черноморец-2». В сезоне 1994/95 за вторую команду моряков в чемпионате Украины сыграл 26 матчей и забил 4 мяча. С 1995 по 1999 годы выступал за одесские клубы нижней лиги «Динамо-Флеш» (Одесса), СК «Одесса» и «СКА-Лотто».
В 1999 году решил попробовать свои силы за рубежом, поехав в Болгарию. Там выступал в местном «Беласице» (Петрич). В национальном чемпионате сыграл 7 матчей и забил 1 мяч, но закрепиться в этом клубе так и не смог.
В 1999 году возвратился в Одессу и снова подписал контракт с «Черноморцем». Цвета «моряков» защищал до 2001 года. За это время в футболке одесситов в чемпионатах Украины сыграл 34 матча и забил 7 мячей, еще 1 матч сыграл в Кубке Украины. В течение этого времени выступал также в составе «Черноморца-2», в футболке которого сыграл 30 матчей и забил 5 мячей. В 1999 году выступал на правах аренды в составе ильичевского «Портовика», но за этот клуб сыграл лишь 1 официальный поединок.
С 2001 по 2005 год защищал цвета столичной «Оболони». За киевских «пивоваров» в чемпионатах Украины сыграл 104 матча и забил 37 мячей, еще 8 матчей (2 гола) провел в кубке Украины. В 2002 году в составе киевской команды стал бронзовым призером Первой лиги Украины. 30 мая 2004 в автомобильной катастрофе получил травму головы, после чего долго лечился.
В 2005 году снова вернулся в одесский «Черноморец», в составе которого сыграл еще 16 матчей (1 гол). Следующий год провел в «Закарпатье». Хотя в составе ужгородского коллектива сыграл только 3 матча, однако смог стать бронзовым призером Высшей лиги Украины.
Последним профессиональным клубом Терещенко стал второлиговый овидиопольский «Днестр», в составе которого он сыграл 8 матчей и забил 2 гола.
Кроме того в конце карьеры выступал в других любительских одесских футбольных клубах «Диджитал» (2006, 2007) и «Иван» (2007).

## Достижения
- Бронзовый призёр Украины: 2005/06
- Серебряный призёр Первой лиги Украины: 1998/99
- Бронзовый призёр Первой лиги Украины: 2001/02